# Boogie Belgique
Boogie Belgique es una banda belga de hip hop experimental y electro swing (autodescrita como swing hop) creada por Oswald Cromheecke en 2012.

## Historia
La banda es creada en 2012 por Oswald Cromheecke, en un intento de crear un sonido que agrupase géneros musicales modernos (como son el Hip Hop experimental y el Dub) con música de inicios del siglo XX (como es el Swing).
Durante su trayectoria, la banda ha hecho apariciones en los festivales de música World Music Festival en Rumania, Mystery Land en Holanda, Chillout Festival de Turquía y el Brussels Jazz Marathon de Bélgica.

## Miembros
- Oswald Cromheecke (2012-presente)
- Cedric Van Overstraeten: trompeta
- Aiko Devriendt: claves
- Martijn Van Den Broek: batería
- Emily Van Overstraeten: voz
- Ambroos De Schepper: saxofón

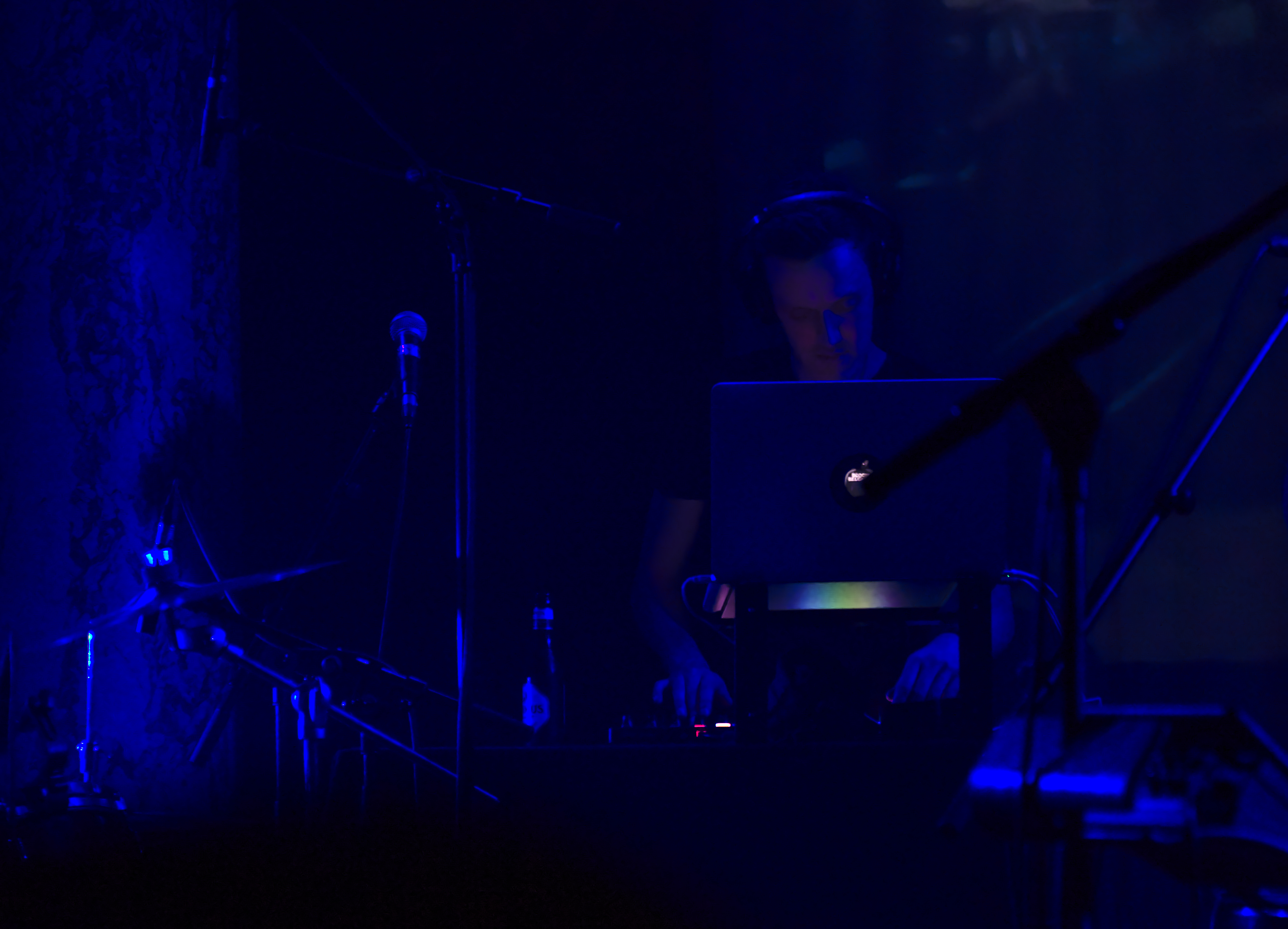
Oswald Cromheecke
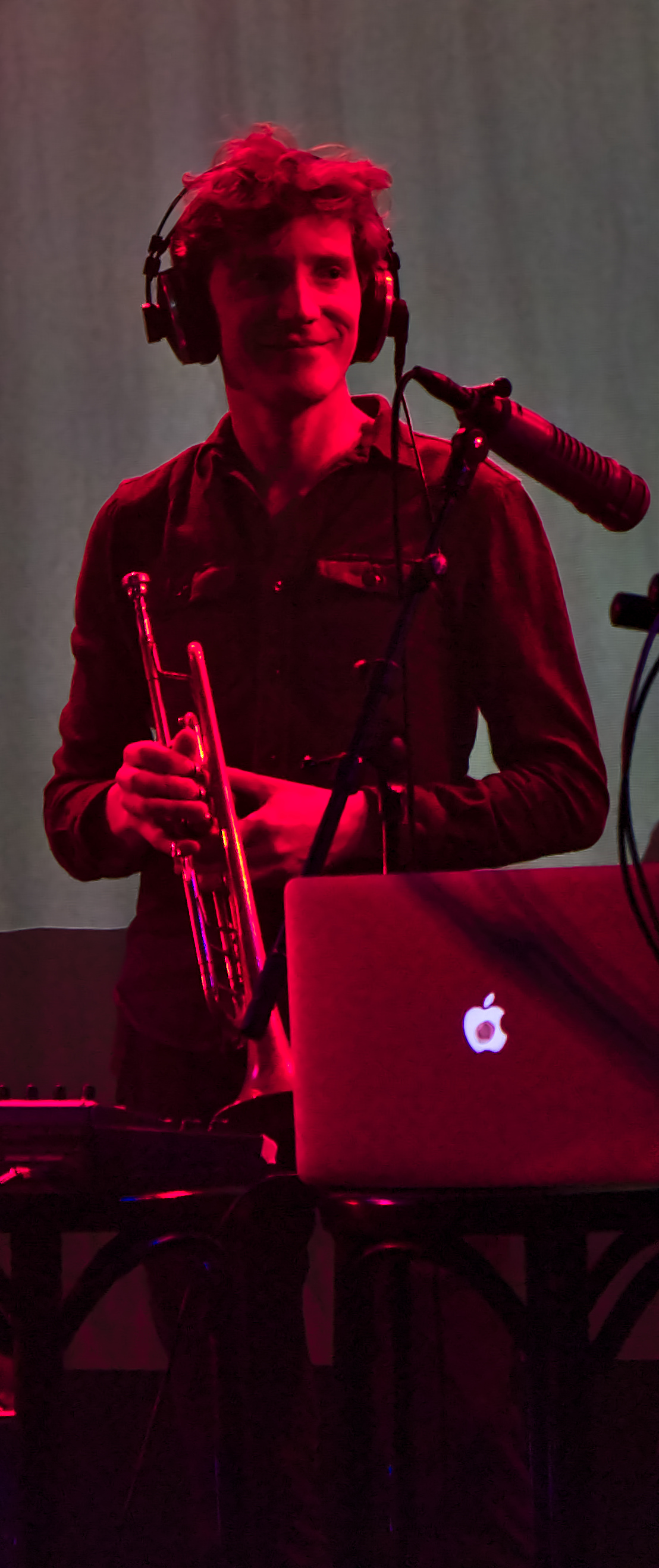
Cedric Van Overstraeten
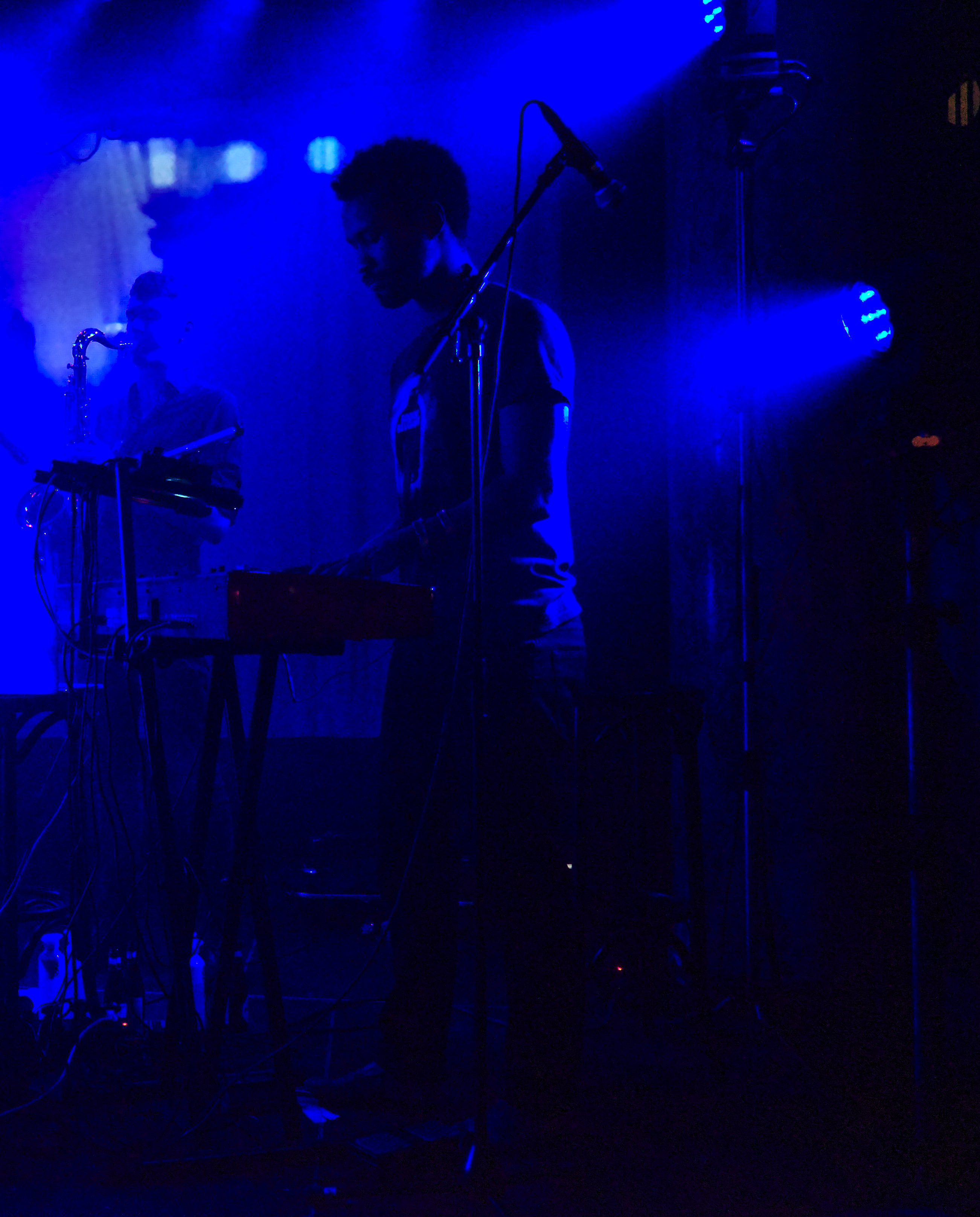
Aiko Devriendt
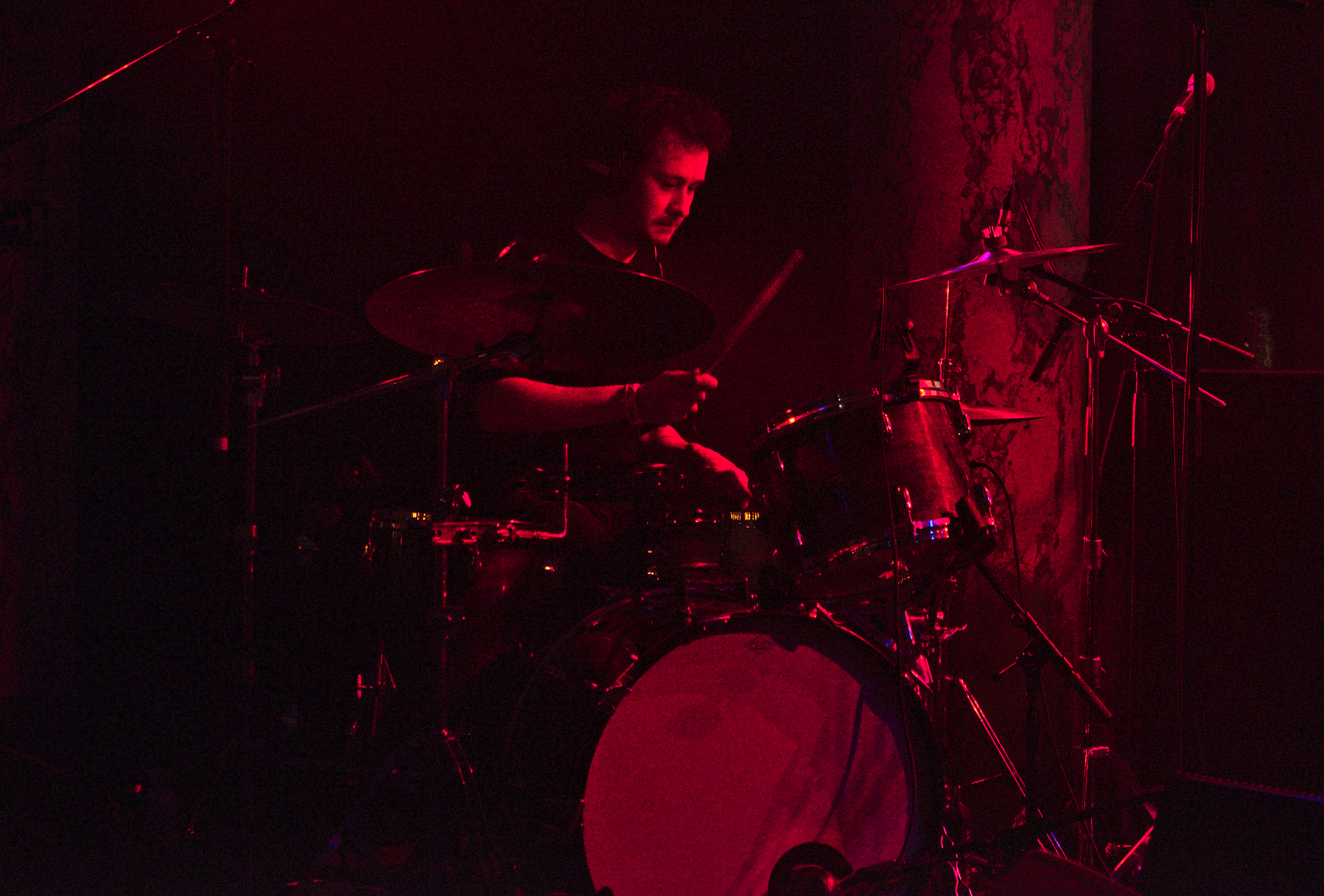
Martijn Van Den Broek
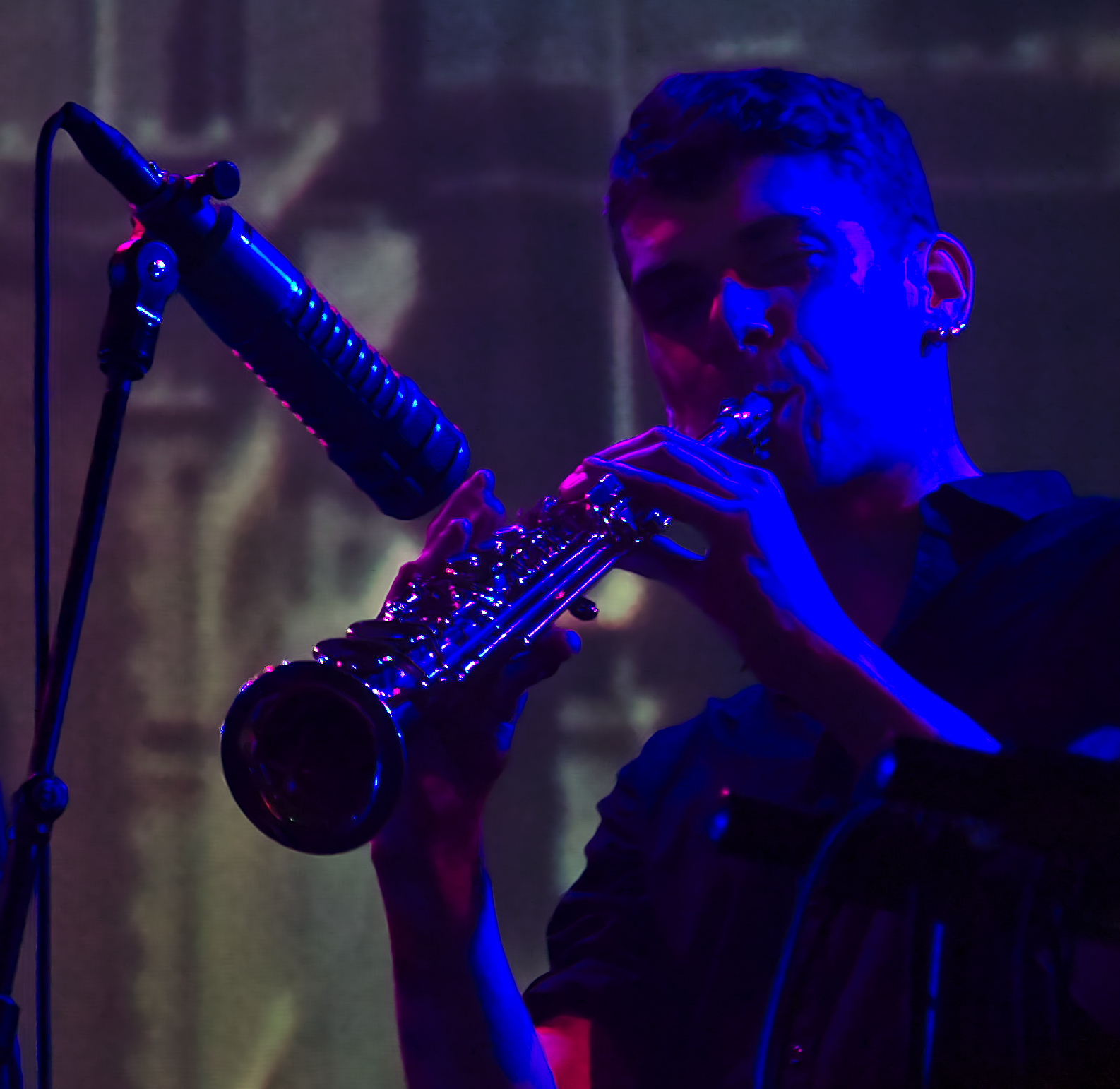
Ambroos De Schepper
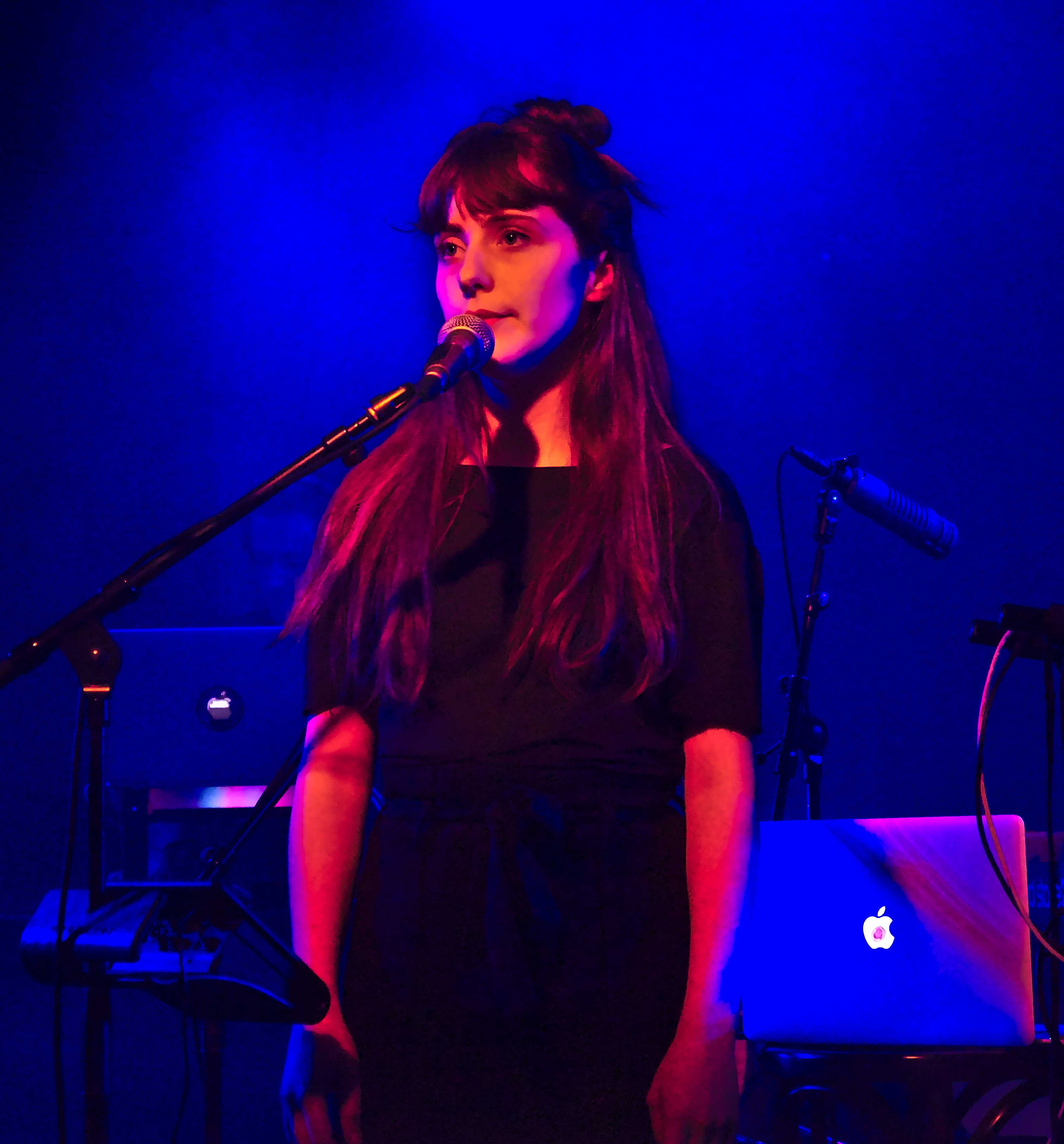
Emily Van Overstraeten

## Discografía
- 2012: Blueberry Hill[6]
- 2012: Time for a Boogie[7]
- 2013: Nightwalker vol. 1[8]
- 2014: Nightwalker vol. 2[9]
- 2016: Volta[10]
- 2019: Prelude to Machine (EP)

Blueberry Hill y Nightwalker vol. 1 y 2 se han lanzado de forma gratuita bajo una licencia Creative Commons.

## En la cultura popular
- En 2012, su videoclip para la canción «Ms. Yutani» del disco Time for a Boogie generó interés en internet debido al uso de un archivo videográfico de Japón de la década de 1940 de alta resolución como para la época.[12]

## Enlaces externos
- Esta obra contiene una traducción  derivada de «Boogie Belgique» de Wikipedia en inglés, concretamente de esta versión, publicada por sus editores bajo la Licencia de documentación libre de GNU y la Licencia Creative Commons Atribución-CompartirIgual 4.0 Internacional.
- Wikimedia Commons alberga una categoría multimedia sobre Boogie Belgique.

- Datos: Q50331109
- Multimedia: Boogie Belgique / Q50331109